# 大花木荷
大花木荷（学名：Schima forrestii）为山茶科木荷属下的一个种。

## 扩展阅读
- 維基物種上的相關：大花木荷